# 奧卡比納 (明尼蘇達州)
奧卡比納（英語：Okabena，/oʊkəˈbiːnə/ OH-kə-BEE-nə）是一個位於美國明尼蘇達州傑克遜縣的城市。

## 歷史
作為鐵路沿綫的路段，奧卡比納於1879年成立，翌年設立營運至今的郵局。

## 人口
根據2020年美國人口普查的數據，奧卡比納的面積為0.88平方千米，皆為陸地。當地共有人口203人，而人口密度為每平方千米231人。